# キファ (ビーズ)
キファあるいはキファビーズ (Kiffa beads) はガラス粉を焼結した穴のあいたガラス玉（ビーズ）のこと。再生ガラスによるとんぼ玉の一種。

## 概要
1949年に民族学者のR. Maunyがモーリタニアのキファ市周辺で発見したことから『キファ』と呼ばれる。
縦縞模様のはいった二等辺三角形のものが有名。
アフリカには、17世紀頃に奴隷貿易を通じてガラス（主にヴェネツィアン・グラス）がもたらされたが、ガラス産業は発展しなかった。
破損したガラスを粉にして型に詰めて焼成する技法が編み出され、ガラスビーズなどが製作された。
キファは低温で焼成されているため、他のガラスに比べ脆い。

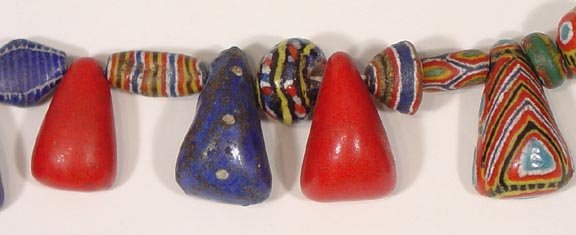
キファによるネックレス